# Busto de Luís XIV (Bernini)
O Busto de Luís XIV é uma escultura de mármore produzida pelo artista italiano Gian Lorenzo Bernini em 1665, durante sua visita a Paris. O busto está em exibição no apartamento do rei no Salão de Diane, no Palácio de Versalhes.

## Contexto
Bernini foi convidado para ir a Paris como parte de uma intensificação das relações diplomáticas entre o Papado e a França. Todavia, o motivo oficial da visita era criar novos desenhos para o Palácio do Louvre, embora o rei Luís XIV tenha declarado que também desejava um retrato escultural seu. Os projetos de Bernini para o Louvre não caíram bem e não foram aceitos. Na verdade, o insucesso do artista com o Louvre deve-se sobretudo as relações conflituosas que tinha com alguns membros da corte francesa. Porém, como o busto era uma obra que dependia de uma relação mais próxima com o rei em pessoa, Bernini conseguiu concluí-la.

## Criação
O filho e biógrafo de Bernini, Domenico, aponta que o artista preferiu trabalhar com a observação direta do rei, para evitar as extravagâncias características dos esboços e desenhos. Além disso, Bernini não queria ver Luís imóvel, mas contemplá-lo em sua espontaneidade, para assim poder capturar melhor as suas características. Por isso, além das sessões com o rei, também o observou fazendo outras atividades, como jogando tênis, descansando após o almoço, ou caminhando. Esta era uma abordagem típica do artista.
Bernini levou pouco mais de três meses para esculpir o busto. Após ter selecionado os blocos de mármore, o artista começou a fazer desenhos (nenhum dos quais sobreviveram) e pequenos modelos de argila do rei. Após essa etapa inicial, Bernini decidiu trabalhar na escultura apenas durante as sessões com o rei. Seu aprendiz, Giulio Cartari, foi quem começou a esculpi-la no bloco de mármore escolhido (e depois faria boa parte do trabalho das cortinas). Somente posteriormente Bernini começou a esculpir de fato, levando quarenta dias para completar o trabalho. Embora esperasse ter vinte sessões com o rei, teve apenas treze de cerca de uma hora cada.
Após a conclusão do trabalho, o busto foi considerado um sucesso, apesar das críticas de alguns membros da corte francesa. Foram feitas várias reproduções, como um molde em 1666 e pelo menos outros sete moldes de gesso até 1669. Uma outra versão, em bronze, foi levada para Quebec, mas se perdeu. A única outra cópia em bronze está na Galeria Nacional de Arte, em Washington.

## Características

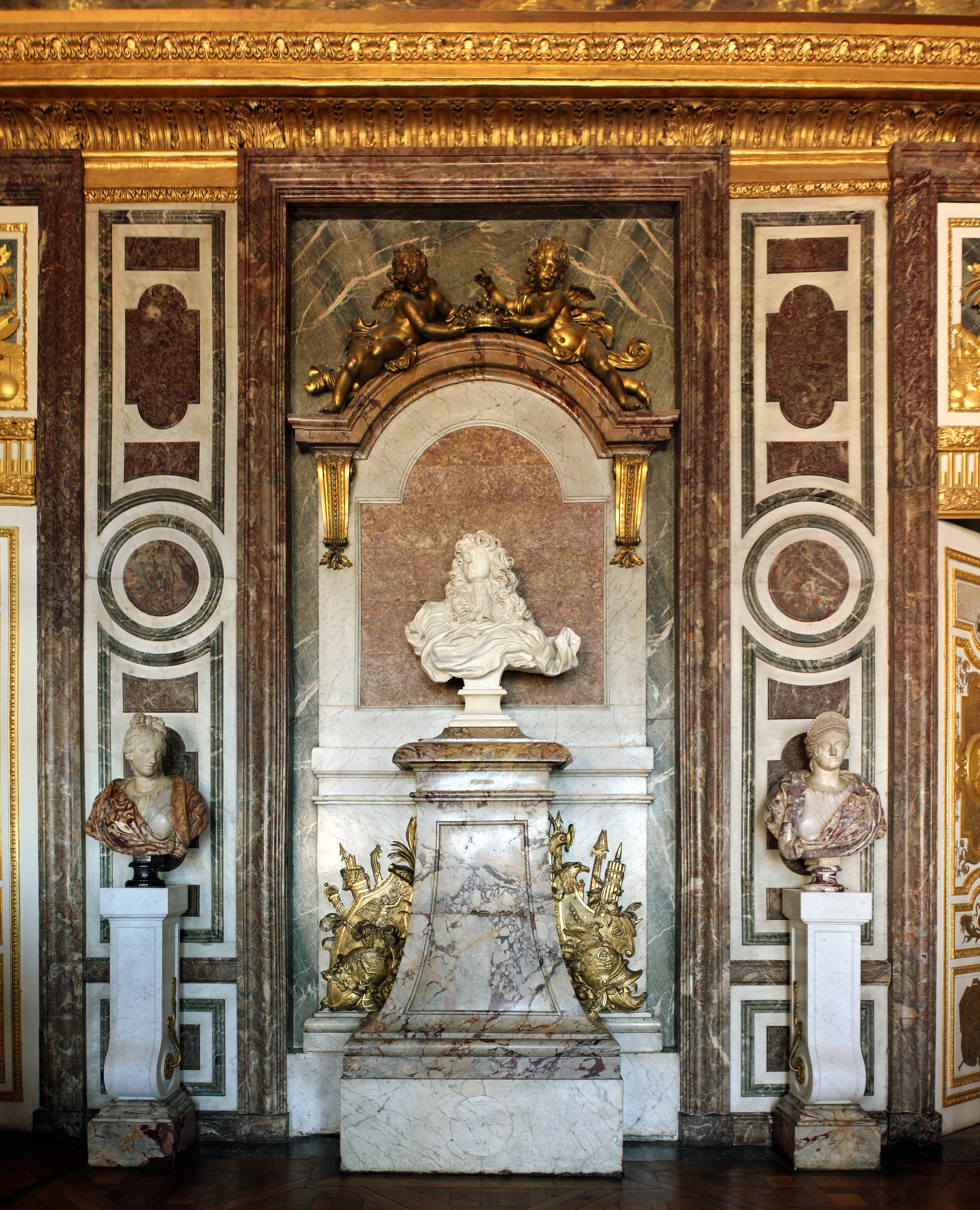
O busto de Luís XIV, exposto no Salão de Diane

Embora Luís XIV não tenha sido um grande comandante militar, Bernini concebeu-o com uma armadura, inspirando-se em reis heróicos como Alexandre, o Grande. Embora tivesse baixa estatura, Luís é representado como um personagem majestoso, mesclando grandeza e elegância. A cortina ao seu redor sugere o movimento do vento, embora também demonstre a habilidade do rei em superar distrações terrenas, uma vez que está olhando para o horizonte, virando seu rosto contra a direção do vento. Bernini pode também ter explorado a ideia de Luís como o Rei Sol, relacionando seu cabelo com os raios de sol e a cortina com as nuvens passageiras.
Era uma característica das obras de Bernini combinar significados abstratos, noções de grandeza e nobreza e ainda características individuais dos sujeitos de suas esculturas enquanto pessoas comuns. Por isso, tocou com os cabelos os olhos, a frente do nariz e a roupa de Luís, fazendo ajustes sutis que permitiram a Bernini dar ao rei traços de uma pessoa comum, sem todavia perder o sentido de grandeza.
Para fortalecer esse significado, o artista projetou um grande globo que atuaria como suporte para o busto, dando assim a impressão de que o mundo inteiro era uma plataforma para a majestade de Luís. Outra utilidade deste pedestal seria aumentar a altura total da obra, de modo que ficasse alta o suficiente para estar além do alcance físico do espectador. No entanto, o suporte nunca foi concluído e o busto foi movido de sua posição no Palácio do Louvre para o Palácio de Versalhes na década de 1680, onde ainda permanece atualmente.